# Riedbach (Mattervispa)
Der Riedbach ist ein über 4,8 Kilometer langer Gebirgsbach im Schweizer Kanton Wallis. Er wird vom Riedgletscher gespeist. Der Riedbach ist ein Gebirgsbach mit nivo-glazial geprägtem Abflussregime. Tägliche Spitzenabflüsse erreichen im Sommer etwa 4 m.
Der Riedbach fliesst nach Austritt aus dem Gletschertor des Riedgletschers über ein Gletschervorfeld mit einer Gerinneneigung von etwa 3 %. Nach über einem Kilometer erreicht er einen Gefällsknickpunkt, der nachfolgende Abschnitt hat ein Gefälle von etwa 40 %. Nach weiteren 500 m wird ein Grossteil des Wassers zur Stromgewinnung durch die Kraftwerke Mattmark AG gefasst.
Der Riedbach fliesst nördlich von St. Niklaus Dorf beim Weiler Riedmatten in die Mattervispa, wobei er auch die Grenze zum Weiler Lochmatten bildet.

## «Wasserleite» (Suonen) und Wanderungen
Weil die Niederschlagsmenge im Mattertal sehr niedrig ist, war eine rentable Landwirtschaft seit jeher nur mit herangeführtem Wasser denkbar.
| «Wasserleite»                                     | Beschreibung | Anschlusshöhe                      | Endhöhe | Länge  | Schwierigkeit der Wanderung | Weiteres |
| ------------------------------------------------- | --- | ---------------------------------- | ------- | ------ | --- | --- |
| «Wasserleita» Eggeri, früher auch Bärgeri genannt | Die «Wasserleita» Eggeri erstreckt sich talauswärts Richtung Norden nach Grächen bis Egga (Ortsteil von Grächen) und Bärgji (Weiler nordöstlich von Grächen) hin und ist zwecks landwirtschaftlicher Nutzung voll bewässert. | 1840 m, rechte Seite des Riedbachs | 1738 m  | 6,2 km | Der Wanderweg entlang der «Wasserleita» Eggeri ist markiert und weist die Schwierigkeit T1 auf. Die Begehung der «Wasserleita» Eggeri kann mit der der «Wasserleita» Drieri kombiniert werden. Auf der «Wasserleita» Eggeri kann zudem das inszenierte Suonenerlebnis «Zauberwasser» genossen werden. | Die «Wasserleita» Eggeri wurde im Jahre 1603 errichtet, als Gasenried mit Grächen einen Vertrag zur Wassernutzung des Riedbaches schloss. Erhalten ist ein Reglement von 1618. Ursprünglich brachte die «Wasserleita» ihr Wässerwasser bis nach Stalden zu den Weilern Illas, Liechtbiel und Bheich. Die diesbezüglichen Spuren vom Weiler Bärgji bis hinaus zum Äbibärg sind noch heute deutlich zu erkennen. |
| «Wasserleita» Chilcheri                           | Die «Wasserleita» Chilcheri erstreckt sich talauswärts Richtung Norden gegen Grächen in die Gegend der Kirche hin und ist zwecks landwirtschaftlicher Nutzung voll bewässert. | 1799 m, rechte Seite des Riedbachs | 1624 m  | 3,9 km | Der Wanderweg entlang der «Wasserleita» Chilcheri ist markiert und weist die Schwierigkeit T1 auf. | Die «Wasserleita» Chilcheri findet in einem Vertrag aus dem Jahre 1639 Erwähnung, der die Wiedereröffnung der «Wasserleita» festlegt, die zuvor lange stillgestanden war. |
| «Wasserleita» Drieri                              | Die «Wasserleita» Drieri erstreckt sich talauswärts Richtung Norden gegen Grächen hin und ist zwecks landwirtschaftlicher Nutzung voll bewässert. | 1738 m, rechte Seite des Riedbachs | 1685 m  | 3 km   | Der Wanderweg entlang der «Wasserleita» Drieri ist markiert und weist die Schwierigkeit T1 auf. Die Begehung der «Wasserleita» Drieri kann mit der der «Wasserleita» Eggeri kombiniert werden. Ein Arm der Drieri fliesst nach Gasenried und wird Zwillingsschwester bzw. Ober Niwa genannt.          | Die «Wasserleita» Drieri findet in einem historischen Dokument aus dem Jahre 1618 Erwähnung. |
| «Wasserleita» Bineri                              | Die «Wasserleita» Bineri erstreckt sich talauswärts Richtung Norden nach Grächen bis Bina (Ortsteil von Grächen) hin und ist zwecks landwirtschaftlicher Nutzungvoll bewässert. | 1705 m, rechte Seite des Riedbachs | 1638 m  | 3,2 km | Der Wanderweg entlang der «Wasserleita» Bineri ist markiert und weist die Schwierigkeit T1 auf. Einige Abschnitte verlaufen noch in historischen Holzchännel. | Der Bineri-Vertrag von 1603 erlaubt den Geteilen diese «Wasserleita» zu bauen, da sie schon vor langer Zeit eine «Wasserleita» am Riedbach gefasst hätten, diese aber aufgrund des vorrückenden Riedgletschers aufgeben mussten. |
| «Wasserleita» Mattwasser                          | Die «Wasserleita» Mattwasser erstreckt sich oberhalb St. Niklaus Dorf zuerst Richtung Westen und dann taleinwärts Richtung Süden zur Flur Balmu, die sich oberhalb der Weiler Balacker (1177 m) und Biffig (1272 m) der Gemeinde St. Niklaus befindet. Zwecks landwirtschaftlicher Nutzung wird sie teils bewässert.                                                               | 1705 m, linke Seite des Riedbachs  | 1450 m  | 3 km   | Der Wanderweg entlang der «Wasserleita» Mattwasser ist zum Teil markiert und weist die Schwierigkeit T2 auf. | Bis 1942 führte die «Wasserleita» Mattwasser Wässerwasser bis zum Weiler Mattsand. |
| «Wasserleita» Nieschwasser                        | Die «Wasserleita» Nieschwasser erstreckt sich talauswärts Richtung Norden vorbei an der Kapelle Schalbetten entlang dem heutigen Strassenverlauf nach Gasenried hin. | 1692 m, rechte Seite des Riedbachs | 1658 m  | 0,5 km | | |
| «Wasserleita» Niwa                                | Die «Wasserleita» Niwa erstreckt sich talauswärts Richtung Norden zu den Weilern Rossen (1280 m) und Bodmen (1330 m) der Gemeinde St. Niklaus hin und ist zwecks landwirtschaftlicher Nutzung teils bewässert. Auf den ersten 800 m ist sie verrohrt. Früher trieb sie auch noch zwei Mühlen mit Horizontalrad an, die heute nicht mehr funktionstüchtig aber noch vorhanden sind. | 1506 m, rechte Seite des Riedbachs | 1350 m  | 1,3 km | Der Wanderweg entlang der «Wasserleita» Niwa ist unmarkiert und weist die Schwierigkeit T2 auf. | |
| «Wasserleita» Stockwasser                         | Die «Wasserleita» Stockwasser erstreckt sich oberhalb St. Niklaus Dorf taleinwärts Richtung Süden gegen die Weiler Stock (1116 m) sowie Balmatten (1100 m) der Gemeinde St. Niklaus hin und ist zwecks landwirtschaftlicher Nutzung teils bewässert. | 1406 m, linke Seite des Riedbachs  | 1158 m  | 2,2 km | Der Wanderweg entlang der «Wasserleita» Stockwasser ist unmarkiert und weist die Schwierigkeit T2 auf. | |
| «Wasserleita» Wichjeri                            | Die «Wasserleita» Wichjeri erstreckt sich oberhalb St. Niklaus Dorf talauswärts Richtung Norden zum Weiler Wichel der Gemeinde St. Niklaus (1185 m) hin und ist zwecks landwirtschaftlicher Nutzung voll bewässert. | 1245 m, rechte Seite des Riedbachs | 1160 m  | 0,7 km | Der Wanderweg entlang der «Wasserleita» Wichjeri ist unmarkiert und weist die Schwierigkeit T1 auf. | Die «Wasserleita» Wichjeri wurde im Jahre 1960 erstellt. |

## Kraftwerke Mattmark AG (KWM)
Die Kraftwerke Mattmark AG wurde 1959 gegründet. Der Zuleitungsstollen des Riedbachs, der sich in 1808 m ü. M. nach Osten durch das Mischabelmassiv in den Druckstollen bohrt, ist 5,1 km lang und hat ein Gefälle von 3 ‰. Der Fallrechen der Riedbachfassung ist 3,5 m breit und 8 m lang. Im Jahre 2008 wurde der Entsander Schweiben erstellt, der in einer 1'000 m3 grossen Kaverne das Gletscherwasser des Riedbachs und des Schweibbachs filtert. Im Jahre 2009 wurde die Wasserfassung des Riedbachs auf eine maximale Wassermenge von 4 m3/s ausgebaut.